# The Sims 3: Leva livet
The Sims 3: Leva livet är det fjärde expansionspaketet till serien The Sims 3 utvecklat av Electronic Arts. Spelet handlar om de olika åldersstadierna i en sims liv. Spelet släpptes i Nordamerika 31 maj 2011